# Дюранвиль, Жюльен
Жюлье́н Дьенда́ Дюранви́ль (фр. Julien Dienda Duranville; род. 5 мая 2006, Уккел) — бельгийский футболист, вингер клуба «Боруссия Дортмунд» и сборной Бельгии.

## Клубная карьера
С детства Дюранвиль находится в системе клуба «Андерлехт». Подписал первый профессиональный контракт с клубом в мае 2021 года. Дебютировал 22 мая 2022 года в матче в рамках чемпионата Бельгии по футболу против «Брюгге». В сезоне 2022/2023 он впервые забил гол в карьере, поразив ворота клуба «Ауд-Хеверле Лёвен», выйдя на замену в матче чемпионата Бельгии.
27 января 2023 года Дюранвиль перешёл в немецкий клуб «Боруссия Дортмунд». 27 мая 2023 года, после нескольких пропущенных из-за травмы месяцев, Жюльен дебютировал за «Боруссию», выйдя на замену в последнем для клуба матче сезона против клуба «Майнц 05» в рамках Бундеслиги. 17 августа 2024 года в матче Кубка Германии против клуба «Фёникс Любек» забил свой первый гол за дортмундский клуб.

## Карьера в сборной
Жюльен выступал за сборные Бельгии до 16, до 19 лет и до 21 года. Его родители родом из африканских стран. Отец — ивуариец, мать — конголезка.
В августе 2024 года Дюранвиль был впервые вызван в главную сборную Бельгии для участия в матчах Лиги наций УЕФА.